# Sebastián Depolo
Sebastián Depolo Cabrera (Coya, Machalí, Región de O'Higgins, (10 de noviembre de 1976) sociólogo, académico universitario, columnista y político chileno, fue uno de los primeros dirigentes de la coalición política Frente Amplio. Desde enero de 2023 es el Embajador de Chile en Brasil.
En 2016 fue presidente del partido Revolución Democrática (RD), del cual, a su vez, fue uno de sus fundadores en 2012, también ha sido consejero político, secretario general, coordinador nacional y presidente de RD una vez que se legalizó. Fue el primer vocero paritario de la coalición de izquierda Frente Amplio y jefe de campaña presidencial de Beatriz Sánchez en la elección de 2017 donde obtuvieron el 20,27% de los votos en primera vuelta, consolidando al FA como tercera fuerza política nacional.
En 2021 durante la campaña presidencial de Gabriel Boric integró la mesa política de la coalición Apruebo Dignidad.
Ha sido panelista de distintos programas de análisis políticos de radio y televisión.

## Familia y estudios
Nacido en Coya, Región de O’Higgins en 1976, es hijo de Adolfo Depolo Puig, trabajador de la minera estatal El Teniente de Codelco-Chile y Pilar Cabrera Valencia, dueña de casa. Tiene dos hermanos, está casado y tiene dos hijas.
Creció en la ciudad de Rancagua, donde cursó estudios en la escuela D N.º 6 (hoy Colegio Moisés Mussa) y el Instituto O’Higgins. Fue dirigente secundario, miembro del Centro de Alumnos de su colegio y secretario general del primer Parlamento Estudiantil comunal en 1993. Entre 1995 y 1999 realizó sus estudios superiores en la carrera de sociología en la Universidad de Concepción.

## Trayectoria profesional
Entre 2000 y 2005 se desempeñó como docente e investigador universitario especializándose en metodologías de investigación social y desarrollo con una beca para estudios de postgrado en la Universidad de Concepción. En ese último año, se trasladó a la ciudad de Santiago para integrarse al Programa de Habilidades Directivas del Departamento de Ingeniería Industrial de la Universidad de Chile como investigador asociado y consultor de proyectos en organizaciones públicas y privadas.
Fue premiado como mejor docente jornada parcial en 2005. En la actualidad es director de Investigación y Desarrollo del Centro de Ingeniería Organizacional de la Universidad de Chile donde investiga los cambios en el mundo del trabajo y el futuro de las organizaciones. Asimismo, es profesor de Liderazgo y Organizaciones en las universidades de Chile y Diego Portales.

## Trayectoria política
Desde 2005 participa en el colectivo de reflexión política DelaRepública uno de los grupos que confluyó junto a sectores de la Nueva Acción Universitaria (NAU) al origen del movimiento Revolución Democrática en 2012, tras las movilizaciones estudiantiles de 2011. Entre 2011 y 2012 fue director de formación del área de jóvenes de la Fundación Dialoga, fundada por la ex Presidenta Michelle Bachelet.
En 2013 fue elegido secretario general de RD. En 2015 fue elegido coordinador nacional de la misma colectividad y lideró la legalización como partido político ante el Servicio Electoral de Chile (Servel); entre sus primeras discusiones públicas, lideró la defensa del nombre del partido frente a dicho organismo, quien en un principió rechazó el uso de la palabra "revolución" en el nombre del partido, lo que fue subsanado posteriormente por el Servel.
A fines de 2016 participó de la fundación de la coalición Frente Amplio (FA) y fue elegido como primer vocero paritario del mismo, liderando el proceso de inscripción de las primarias legales de 2017. Durante ese mismo año, fue el jefe de la campaña presidencial de la periodista Beatriz Sánchez. Durante 2018 fue elegido consejero político nacional en RD.
Posteriormente, en 2020 fue nominado como precandidato a gobernador regional metropolitano por su partido, compitiendo así en las primarias del Frente Amplio contra Karina Oliva (Comunes) y María José Cumplido (PL). Resultó en segundo lugar, perdiendo así las primarias. 
En junio de 2021 fue elegido nuevamente como secretario general de Revolución Democrática, por consiguiente se sumó como miembro del equipo político del candidato presidencial de Apruebo Dignidad Gabriel Boric. Paralelamente, fue candidato por un cupo al Senado en representación de la Región Metropolitana de Santiago en las elecciones parlamentarias de 2021, sin resultar electo.
A fines de marzo de 2022, fue nombrado por el presidente Gabriel Boric, como embajador de Chile ante Brasil. Sin embargo, el entonces presidente de Brasil, Jair Bolsonaro, nunca le otorgó el beneplácito, de manera que recién pudo asumir plenamente sus funciones el 2 de enero de 2023, cuando el recién asumido Lula da Silva le otorgó el beneplácito correspondiente.

## Carrera mediática
Desde 2015 ha participado como panelista en distintos programas de análisis político como El primer café de Radio Cooperativa, Estado nacional del canal estatal TVN y Mesa Central de Tele13 Radio.

## Historial electoral

### Elecciones para gobernadores regionales de 2020
- Primarias de gobernadores regionales del Frente Amplio de 2020, para la Región Metropolitana de Santiago

| Candidato                 | Partido | Votos  | %     | Resultados |
| ------------------------- | ------- | ------ | ----- | ---------- |
| Karina Oliva Pérez        | Comunes | 13 376 | 39,29 | Nominada   |
| Sebastián Depolo Cabrera  | RD      | 10 928 | 32,10 |            |
| María José Cumplido Baeza | PL      | 9738   | 28,61 |            |

### Elecciones parlamentarias de 2021
- Elecciones parlamentarias de 2021, candidato a senador por la Circunscripción Senatorial 7, Región Metropolitana de Santiago

| Candidato                    | Pacto                    | Partido | Votos   | %     | Resultado |
| ---------------------------- | ------------------------ | ------- | ------- | ----- | --------- |
| Fabiola Campillai Rojas      | Independiente            | Ind.    | 402 078 | 15,14 | Senadora  |
| Manuel José Ossandón         | Chile Podemos Más        | RN      | 279 908 | 10,54 | Senador   |
| Rojo Edwards Silva           | Frente Social Cristiano  | PRCh    | 249 273 | 9,39  | Senador   |
| Luciano Cruz-Coke            | Chile Podemos Más        | EVO     | 150 868 | 5,68  | Senador   |
| Claudia Pascual Grau         | Apruebo Dignidad         | PCCh    | 139 722 | 5,26  | Senadora  |
| Jaime Mañalich Muxi          | Chile Podemos Más        | ILAA    | 132 621 | 4,99  |           |
| Karina Oliva Pérez           | Apruebo Dignidad         | COM     | 112 730 | 4,24  |           |
| Marcela Sabat Fernández      | Chile Podemos Más        | RN      | 109 241 | 4,11  |           |
| Guillermo Teillier Del Valle | Apruebo Dignidad         | PCCh    | 101 506 | 3,82  |           |
| Celeste Jiménez Riveros      | Partido Ecologista Verde | PEV     | 79 928  | 3,01  |           |
| Paulina Vodanovic Rojas      | Nuevo Pacto Social       | PS      | 71 205  | 2,68  |           |
| Cristián Contreras Radovic   | Independientes Unidos    | CU      | 71 019  | 2,67  |           |
| Gabriel Silber Romo          | Nuevo Pacto Social       | PDC     | 58 716  | 2,21  |           |
| Rocío Donoso Pineda          | Apruebo Dignidad         | RD      | 53 235  | 2,00  |           |
| Sebastián Depolo Cabrera     | Apruebo Dignidad         | RD      | 48 858  | 1,84  |           |
| Gonzalo Martner Fanta        | Apruebo Dignidad         | ILAR    | 44 511  | 1,68  |           |